# Judit de Suàbia
Judit de Suàbia, més tard Sofia de Bohèmia, (Ravenna, 9 d'abril del 1047 - 14 de març del 1092/1096) fou princesa del Sacre Imperi i Reina consort d'Hongria com a esposa del rei Salomó I d'Hongria.

## Orígens
El seu pare era l'Emperador Enric el Negre i la seva mare fou Agnès d'Aquitània. Al setembre de l'any 1058, amb 9 anys, va ser donada en matrimoni al fill del rei Andreu I d'Hongria, Salomó. No obstant, el matrimoni es va consumar cap a l'any 1063, després de la mort del rei Andreu sota el regnat del rei Béla I d'Hongria, l'oncle de Salomó.
Després del derrocament i mort del rei Andreu I, l'any 1060, la reina vídua Anastàsia de Kiev i els seus fills Salomó i David van fugir al Sacre Imperi, on van aconseguir refugi sota l'empara d'Enric IV, el germà gran de Judit i cunyat de Salomó.

## Reina consort d'Hongria
Salomó va tornar a Hongria amb els exèrcits germànics i va derrocar al seu oncle Béla I, coronant-se rei després de la mort d'aquest monarca. A partir d'aquell moment, el rei Salomó va portar a terme una política orientada cap al poder de l'Imperi Germànic, suggerint l'amenaça d'entregar el regne hongarès com a vassall del Emperador. Això va provocar una gran desconfiança en molts hongaresos i, finalment, es va acabar d'agreujar la situació quan Salomó va començar a escoltar els consells d'un governador de província, Vid, qui el va instigar per atacar als seus cosins, els prínceps Ladislau i Géza. Aviat, la reina mare Anastàsia de Kíev i ella mateixa li van recriminar a Salomó els seus actes contra els seus cosins, el que va debilitar encara més el poder del rei.
D'aquesta manera, es va succeir la batalla de Mogyoród l'any 1074, on Salomó va ser derrotat i tant ell com tota la seva cort es van veure obligats a fugir, quedant el regne en mans dels seus cosins. Judit es va retirar a la cort que es trobava a Moson i després del fracàs de la campanya militar del seu marit i del seu germà, va abandonar Hongria, en companyia del propi emperador.
L'any 1084, Salomó va viatjar fins a la cort de Ratisbona, on va acudir a la seva esposa per demanar-li assistència per recuperar el tron hongarès pel qual portava gairebé una dècada lluitant. No obstant, Judit no va estar disposada a acceptar-lo com al seu marit i el va enviar lluny d'ella.

## Duquessa de Polònia
Quatre anys més tard, l'any 1088, Judit va considerar mort al seu marit i es va casar amb Ladislau I Herman, Duc de Polònia.
Després del seu matrimoni, Judit va canviar el seu nom pel de Sofia, potser per a distingir-se de la primera esposa de Ladislau (Judit de Bohèmia). Li va donar al seu marit quatre filles:
- Sofia de Polònia, princesa de Vladimir-Volynia per matrimoni.
- Agnès de Polònia, abadessa de Quedlinburg i de Gandersheim.
- Adelaida de Polònia, comtessa de Vohburg i marcgravina de la marca del nord per matrimoni.
- Una filla de nom desconegut, casada amb un cavaller polonès.[5]

Judit va exercir un gran impacte en la vida política de Polònia. Ella fou l'amant de Sieciech, el comte palatí i vertader governant de Polònia, a qui ella va ajudar activament en els seus plans per apoderar-se del país. La mort de Mieszko Boleslawowic (fill de Boleslau II de Polònia) en estranyes circumstàncies va ser, amb tota probabilitat, provocada per ordres del comte palatí i de Judit. Amb l'ajuda de Sieciech, Judit va convèncer el seu marit per a retardar el retorn del fill de Ladislau I, el seu primogènit Zbigniew, que semblava ser un fort candidat per a la successió, tot i la seva il·legitimitat. A més, desitjava una eventual aliança amb l'únic fill legítim de Ladislau I, Boleslau III, nascut del seu primer matrimoni amb Judit de Bohèmia.
Probablement va morir entre els anys 1092 i 1096, segons algunes fonts un 14 de març.